# نوط الصناعة والتجارة
نوط الصناعة والتجارة هو نوط صدر بموجب القانون المرقم 44 بتاريخ 5 مايو، 1940. بموافقة مجلسي الأعيان والنواب. وهو على ثلاث درجات، ذهبي، وفضي، ونحاسي. ويمنح للذين يقومون بخدمات ممتازة للصناعة. يُمنح بإرادة ملكية بناءً على اقتراح الوزير المختص وبموافقة مجلس الوزراء. يُحمل في الأعياد والاحتفالات الرسمية، والأوقات التي يحمل فيها الأوسمة العراقية. أيضاً في مناسبات خاصة يعينها الوزير المختص بتعليمات إدارية وأوامر خاصة.

## شكله
حددت المادة الأولى من نظام انواط المعارف والزراعة والصناعة والتجارة رقم (56) لسنة 1940 شكله:

## إلغاؤه
بموجب المادة 33 - ثالثاً -- جـ - ورابعاً - ج من قانون الأوسمة والأنواط رقم 95 لسنة 1982، تم ألغاء قانون أنواط المعارف والزراعة والصناعة والتجارة رقم 44 لسنة 1940، ونظام أنواط المعارف والزراعة والصناعة والتجارة رقم 56 لسنة 1940.